# سنسور دمای شکاف‌باند سیلیکونی
سنسور دمای شکاف‌باند سیلیکونی یک شکل بسیار متداول از سنسور دما (دماسنج) است که در تجهیزات الکترونیکی مورد استفاده قرار می‌گیرد. مزیت اصلی آن این است که می‌توان آن را در یک مدار مجتمع سیلیکون با هزینه بسیار کم گنجانید. اصل سنسور این است که ولتاژ مستقیم یک دیود سیلیکونی، که ممکن است محل پیوند بیس-امیتر یک ترانزیستور اتصال دو قطبی (BJT) باشد، مطابق با معادله زیر وابسته به دما است: 
{\displaystyle V_{BE}=V_{G0}\left(1-{\frac {T}{T_{0}}}\right)+V_{BE0}\left({\frac {T}{T_{0}}}\right)+\left({\frac {nKT}{q}}\right)\ln \left({\frac {T_{0}}{T}}\right)+\left({\frac {KT}{q}}\right)\ln \left({\frac {I_{C}}{I_{C0}}}\right)\,}
در اینجا 
T = درجه حرارت در کلوین،
T 0 = درجه حرارت مرجع،
V G 0 = ولتاژ شکاف‌باند در صفر مطلق،
V BE 0 = ولتاژ پیوند در دمای T 0 و جریان I C0،
K = ثابت بولتزمن،
q = بار یک الکترون،
n = ثابت وابسته به قطعه.

مدار مرجع شکاف‌باند برکو

با مقایسه ولتاژ دو پیوند در یک درجه حرارت یکسان اما در دو جریان مختلف IC1 و IC2 بسیاری از متغیرهای موجود در معادله فوق را می‌توان از بین برد و در نتیجه این رابطه حاصل می‌شود: 
{\displaystyle \Delta V_{BE}={\frac {KT}{q}}\cdot \ln \left({\frac {I_{C1}}{I_{C2}}}\right)\,}
توجه داشته باشید که ولتاژ پیوند تابعی از چگالی جریان است، یعنی ناحیه جریان /پیوند، و یک ولتاژ خروجی مشابه را می‌توان با کارکرد دو پیوند در همان جریان، اگر یکی از سطوح متفاوت با دیگری باشد، به‌دست آورد. 
مداری که IC1 و IC2 را مجبور به نسبت ثابت N: 1 می‌کند، این رابطه را می‌دهد: 
{\displaystyle \Delta V_{BE}={\frac {KT}{q}}\cdot \ln \left(N\right)\,}
یک مدار الکترونیکی، مانند مرجع شکاف‌باند برکو، که اندازه‌گیری ΔVBE را می‌توان برای محاسبه دمای دیود استفاده کرد. نتیجه تا حدود ۲۰۰ تا ۲۵۰ درجه سانتیگراد معتبر است، هنگامی که جریان‌های نشتی به اندازه کافی بزرگ می‌شوند اندازه‌گیری را خراب می‌کنند. بالاتر از این دما می‌توان از موادی مانند کاربید سیلیکون به جای سیلیکون استفاده کرد. 
اختلاف ولتاژ بین دو پیوند pn (به عنوان مثال دیود)، در چگالی جریان‌های مختلف کار می‌کند، متناسب با دمای مطلق (PTAT) است. 
مدارهای PTAT با استفاده از ترانزیستورهای بی‌جی‌تی یا سیماس به‌طور گسترده در سنسورهای دما، مورد استفاده قرار می‌گیرند (جایی که ما می‌خواهیم خروجی با دما متغیر باشد)، و همچنین در مراجع ولتاژ شکاف‌باند و سایر مدارهای جبران‌کننده دما (جایی که ما در هر دما می‌خواهیم خروجی یکسان داشته باشیم).
اگر دقت بالایی لازم نباشد، کافی است یک دیود را با جریان پایینی بایاس کنید و از ضریب حرارتی mV /˚C -2 آن برای محاسبه دما استفاده کنید، اما برای هر نوع دیودی به کالیبراسیون نیاز دارد. این روش در سنسورهای دمای یکپارچه متداول است. 